# Albert S. Marks

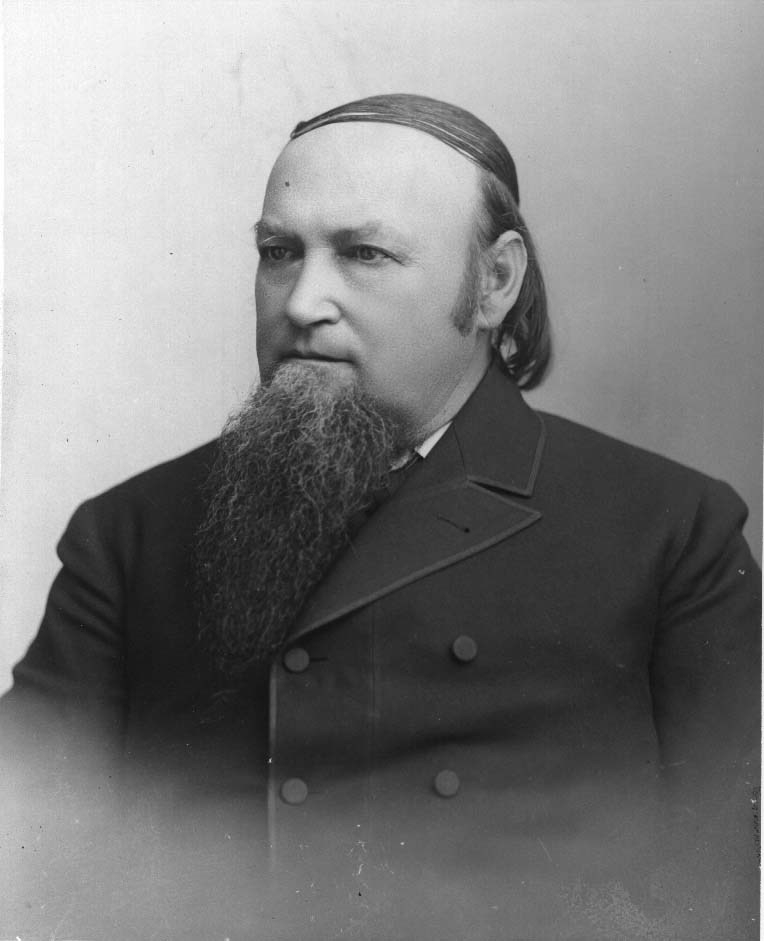
Albert S. Marks

Albert Smith Marks (* 16. Oktober 1836 in Owensboro, Daviess County, Kentucky; † 4. November 1891 in Nashville, Tennessee) war ein US-amerikanischer Politiker und Gouverneur von Tennessee.

## Frühe Jahre und politischer Aufstieg
Im Alter von 19 Jahren zog Albert Marks nach Winchester in Tennessee. Er studierte Jura und wurde 1859 als Rechtsanwalt zugelassen. Bis zum Ausbruch des Bürgerkrieges war er als Rechtsanwalt tätig. Im Vorfeld des Krieges war Marks ein Gegner der Sezession und sprach sich für den Verbleib Tennessees in der Union aus. Als dann aber die Mehrheit für den Anschluss an die Konföderation stimmte, gab er nach und trat in die Südstaatenarmee ein. Er brachte es bis zum Oberst eines Infanterie-Regiments. Während des Krieges verlor er ein Bein.

## Politische Karriere
Nach dem Krieg war er zunächst wieder als Anwalt tätig. 1870 wurde er Vorsitzender der vierten Anwaltskammer (Chancery Division), bis er 1878 als Kandidat der Demokratischen Partei zum Gouverneur von Tennessee gewählt wurde. Das größte innenpolitische Problem dieser Tage war die Staatsverschuldung, die eine heftige kontroverse Debatte in Tennessee auslöste. An diesem Problem war schon sein Vorgänger James D. Porter, Jr. gescheitert. Auch Marks fand keine Lösung und verzichtete 1880 auf eine zweite Amtszeit.

## Lebensabend und Tod
Nach dem Ausscheiden aus dem Amt des Gouverneurs war Marks wieder als Anwalt tätig. 1886 bewarb er sich erfolglos um einen Sitz im US-Senat. Er starb am 4. November 1891 in Nashville.
Marks war mit Novella Davies verheiratet. Das Paar hatte zwei Kinder.